# Muavija II.
Muavija II. ibn Jezid (arabsko: معاوية بن يزيد, Mu'āwiya ibn Yazīd), tretji kalif Umajadskega kalifata (683 - 684), *  28. marec 661, junij ali julij 684.
Vladal je samo kakšne štiri mesece po smrti svojega očeta Jezida I.. Cesarstvo, ki ga je nasledil, je bilo v popolnem razsulu. Hidžaz, pa tudi druge dele države, je obvladoval Abdulah ibn al-Zubejr, ki je trdil, da je on pravi kalif islama.

## Rojstvo in mladost
Muavija II. je bil sin umajadskega kalifa Jezida I.. Mati je bila iz plemena Kurajšev iz Hidžaza in hčerka guvernerja Basre Abu Hašima ibn Utba ibn Rabija. Bil je najstarejši od šestih bratov in neznanega števila sestra. 
Muavija je bil prvi princ iz umajadske dinastije, ki je odrasel izključno na kalifovem dvoru, kjer so ga budno varovali pred morebitnimi morilci. Bil je tudi prvi, ki je imel na razpolago zasebne učitelje in učenjake. Dejstvo, da Jezid  svojega sina ni poslal na šolanje v Meko ali Medino, je pri muslimanih naletelo na negativen odziv.  Jezidova nepriljubljenost se je še povečala med vojnimi pohodi proti Huseinu Ibn Aliju in Ibnu al-Zubejru. V naslednji vojni, v kateri je bila osvojena Medina, in med obleganjem Meke je njegova nepriljubljenost še bolj narasla.  Jezid I. je na srečo Arabskega cesarstva kmalu zatem leta 683 umrl. Nasledil ga je sin Muavija II..

## Prihod na oblast
Muavija je ob prihodu na oblast naletel na ravnodušnost in zaskrbljenost muslimanov, ker ga zaradi njegovega zaprtega življenja na dvoru sploh niso poznali. Ko je zatem razglasil, da morajo sprte strani skleniti premirje, je naletel na skoraj splošno odobravanje, saj bi se s tem končala vojna v Svetih mestih. Vojno za Meko in Medino je razglasil za nespametno in bogokletno, uničenje Kaabe pa za svetoskrunstvo. Zaradi razglasitve premirja je postal priljubljen celo med nekaterimi pristaši Ibna al-Zubejra.  Drugi al-Zubejrovi  pristaši so zahtevali prekininev premirja, ker da je fant še golobrad in se boji boja in ga bodo zato zlahka porazili. Premirje je uradno trajalo nekaj mesecev, čeprav je bilo v Meki tudi med premirjem nekaj posamičnih spopadov.

## Osebnost in družina
Primarni viri in sodobne zgodovine vladavino Muavije II. običajno obravnava bolj površno. Kalif naj bi bil  neodločen, toda dobrodušen. Podobno govori o njem tudi ljudsko izročilo, kar pa ni povsem res. 
Ko je izvedel za očetovo smrt, se je zgrozil, ker bo moral zasesti položaj, ki ga ni želel. Bil je celo pripravljen sklicati svet muslimanskih skupnosti (šura), da izbere novega kalifa in s tem ponovno vzpostavi nededno tradicijo kalifata. 
Muavijeve poroke so bile sporne in problematične. Njegov ded Muavija I. je želel, da se poroči z nevesto iz drugega plemena in s tem okrepi moč dinastije. Muavija je izpolnil njegovo željo, vendar mu je žena že leta 677 umrla. Leta 678 in 680 se je ponovno poročil. Ker z nobeno od žena ni imel otrok, se je leta 682 od obeh ločil. Jezid ga je zatem prisilil, da se je leta 683 še četrtič poročil, tokrat s tujo princeso. Rečeno je bilo, da je četrto ženo preziral, zato se je po Jezidovi smrti ločil tudi od nje. 

## Vladanje
Muavija ni imel nobenega zanimanja za politiko. Govoril je, da je postal kalif pomotoma zaradi dednega načela in da pod drugačnimi pogoji na ta položaj nikoli ne bi bil izbran. Na položaju naj bi ostal zaradi prepričevanja dvorjanov, da bi kot dober človek lahko storil  nekaj krepostnih del, ali morda zato, ker so si dvorjani s tem podaljševali svoj položaj. Možno je tudi, da bil nehvaležen, če bi zavrnil položaj, ki mu ga je dal Bog.  
Ko je bilo leta 683 vzpostavljeno premirje, se je Muavija obrnil k notranjim zadevam. Več mesecev se ni zapletal v spore z al-Zubejrom, četudi so se spopadi nadaljevali, in celo takrat, ko je bilo premirje očitno prelomljeno. Sprejel je tri zakone, ki so bili po njegovem mnenju zelo potrebni: zaščitil je pravice žensk, ukinil smrtno kazen za povzročitelje kaznivih dejanj in uvedel davek za financiranje dobrih del. Zakoni so bili po njegovi smrti preklicani. 
Perzijski zgodovinar al-Tabari pravi, da je Muavija II. vladal samo štirideset dni. 

## Spor z Abdulahom Ibn al-Zubejrom
Na začetku leta 684 so se odnosi z Ibn al-Zubejrom poslabšali in Muavija je moral svojo pozornost preusmeriti na južno Arabijo. Meko in Medino je razglasil za sveti mesti in prepovedal napade nanju. Namesto vojske je k Ibn al-Zubejru poslal svoje ambasadorje s ponudbo, da je lahko on Muavijev naslednik, ker sam nima nobenega sina. Al-Zubejr je ponudbo zavrnil, ker je vedel, da je Muavija dovolj mlad, da bi lahko imel še veliko otrok. V svojem odgovoru je rekel, da "ne namerava biti pestunja".
Ambasadorje je dal zapreti in spor se je nadaljeval. Muavija mu je poslal še eno skupino ambasadorjev s predlogom, da se lahko umakne s položaja kalifa in ga prepusti al-Zubejru, če mu al-Zubejr zagotovi varnost. Izgleda, da so tudi te ambasadorje zaprli. 
Dva tedna pred smrtjo je Muavija izjavil, da bo odstopil, češ da raje izgubi svoje življenje kot da bi zanj v državljanski vojni življenja izgubljali drugi.

## Pogledi šiitov na njegov odstop in smrt
Junija 684 je Muavija odstopil. Šiitski muslimani verjamejo, da je pred odstopom prestopil v šiitski islam z besedami, "da lahko s svojega trona zavoha kri Ehli Bejta".  To je pomenilo, da je imel svoje prednike za morilce družine preroka Mohameda.
Na splošno velje prepričanje, da je Muavija odstopil in mesec kasneje umrl. 

## Vir
- Gernot Rotter: Die Umayyaden und der zweite Bürgerkrieg. (680 - 692). Steiner, Wiesbaden 1982, ISBN 3-515-02913-3, (Abhandlungen für die Kunde des Morgenlandes 45, 3).

| Muavija II. Umajadi  |                                    |                      |
| Vladarski nazivi     |                                    |                      |
| Predhodnik: Jezid I. | Kalif Umajadskega kalifata 683–684 | Naslednik: Marvan I. |